# 丹尼森 (明尼蘇達州)
丹尼森（英語：Dennison）是一個位於美國明尼蘇達州古德休縣及賴斯縣的城市。

## 人口
根據2020年美國人口普查的數據，丹尼森的面積為3.26平方千米，當中陸地面積為3.26平方千米，而水域面積為0.00平方千米。當地共有人口223人，而人口密度為每平方千米68人。